# 奇诺 (加利福尼亚州)
奇诺（英語：Chino），是美国加利福尼亚州圣贝纳迪诺县下属的一座城市。建市于1910年2月28日，面积大约为29.64平方英里（76.8平方公里）。根据2010年美国人口普查，该市有人口77,983人。